# Makalata
Makalata é um gênero de roedor da família Echimyidae.

## Espécies
- Makalata castaneus (Allen & Chapman, 1893)
- Makalata didelphoides (Desmarest, 1817)
- Makalata guianaea (Thomas, 1888)
- Makalata handleyi (Goodwin, 1962)
- Makalata longirostris (Anthony, 1921)
- Makalata macrura (Wagner, 1842)
- Makalata obscura (Wagner, 1840)
- Makalata rhipidura Thomas, 1928